# Hazro

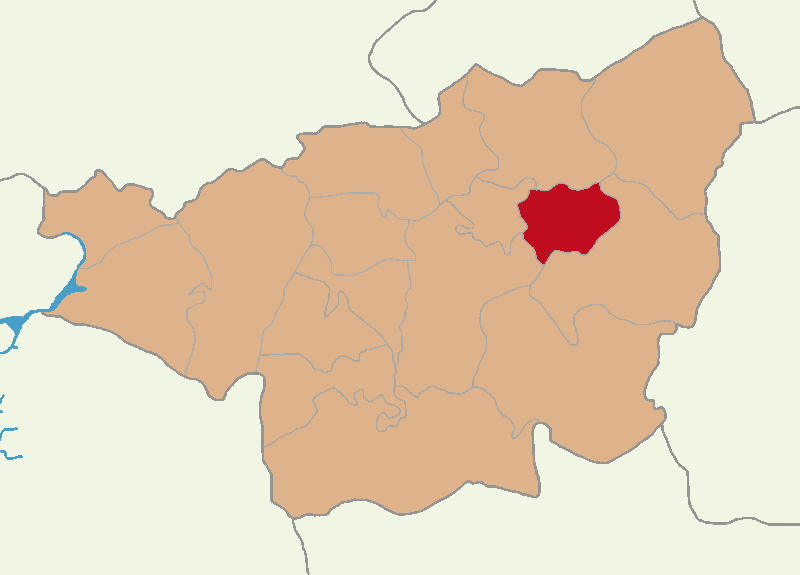
Lage von Hazro innerhalb von Diyarbakır

Hazro (kurdisch: Hezro) ist eine Kreisstadt und gleichzeitig der Name eines Landkreises in der türkischen Provinz Diyarbakır. Der Bucak Hazro wurde 1954 vom Landkreis Silvan abgespalten und bildete fortan einen eigenen Kreis.
Ende 2020 lag Hazro mit 16.779 Einwohnern auf dem drittletzten Platz der bevölkerungsreichsten Landkreise in der Provinz Diyarbakır. Die Bevölkerungsdichte liegt mit 39 Einwohnern je Quadratkilometer unter dem Provinzdurchschnitt (118 Einwohner je km²).